# 芹野莉奈
芹野 莉奈（せりの りな、1992年12月2日 - ）は、日本のタレント、元AV女優、元アスタープロモーション所属。東京都出身。

## 略歴

### AV女優として
2013年6月、プレステージ「素人隙まん娘 vol.14」でAVデビュー。その後キカタン（企画単体）女優として活躍。六本木にあるAV女優専門のキャバクラ「RedDragon」にも在籍していた。
2014年7月、セガのゲーム「龍が如く」のキャラクター出演をかけたセクシー女優人気投票にエントリーするも、「龍が如く0 誓いの場所」への出演権を逃した。同年9月に体調不良による無期限休業を発表した。

### タレント活動
2016年よりSNSの更新を再開し、同年7月1日に川崎ロック座にてストリップデビュー。以降、DJ、ダンサー、アーティストのミュージックビデオ出演、アパレルブランドのイメージモデル、読者モデルなどの活動を行なう。
2017年6月に親交のあるあいかりんと共にYouTubeチャンネル『ファッキングラビッツ』を開設。開始から4ヶ月余りで登録者数が10万人に到達。また、橘咲良、さぁちむを加えた、4人組セクシーユニット「ファッキングラビッツ」を結成し、音楽作品の配信を開始。2018年発表のユーロビート曲『イイ波のってん☆NIGHT』はSNSを中心に広まり、 同曲歌詞のワンフレーズ『いい波のってんね～』は「2018年ギャル流行語大賞」1位に選出された。2018年12月31日にグループ名を「キングラビッツ」に改名し、2021年12月31日をもってキングラビッツは解散した。
2023年11月17日より歌舞伎町を舞台にしたYouTubeチャンネル「ぶーちゃんねる-歌舞伎町リアルー」でMCとして活動開始。
キングラビッツ公式チャンネルを「いい波のってんねチャンネル」に改名し、個人YouTubeチャンネルを開始。

## 出演

### アダルトDVD
2013年
- 素人隙まん娘 vol.14（2013/06/01、プレステージ）※デビュー作
- 目を奪われる瞬間 7（2013/05/10、プレステージ）
- 僕を男としてみていない地元の女友達が泊まりに来たので夜中に○○○をしてみると…（2013/05/10、プレステージ）
- ‘ホントに可愛い！！’と社内で超人気！！入社4年目‘黄金の4人組（カルテット）’SOD女子社員が脱ぎます！！（2013/05/23、SODクリエイト）
- 完全ガチ交渉！噂の、素人激カワ看板娘を狙え！vol.01（2013/06/21、プレステージ）
- 人妻ナンパ中出しイカセ 14 代官山編（2013/08/10、ホットエンターテイメント）
- 林間学校逆輪姦（2013/09/05、V&Rプロダクツ）
- 南国ハワイアンマッサージエステ！！（2013/09/05、GARCON）
- 恥辱の罠（2013/09/18、DID企画）
- 純真無毛レズビアン 05（2013/09/19、DOT）
- 帰宅途中の無防備な女子校生を強引に人気のない場所に連れ込み、嫌がる顔に興奮しながらそのままけがれなきマ●コに生中出し！！2（2013/09/27、ケイ・エム・プロデュース）
- 寝取られ性感マッサージ 性感マッサージ店のカップルコースでマッサージ師に寝取られた美乳・巨乳妻たち（2013/10/08、ラハイナ東海）
- 街角素人 主導権を握りたい巨乳女子大生 りなちゃん 20歳（2013/10/25、サイドビー）
- 「前屈みで話す」 ～今すぐデキる簡単モテテク～（2013/10/25、バルタン）
- ナース服からクッキリと透けるほど派手なブラジャーをつけている巨乳ナースは、患者からのセクハラを拒めないどころか、実は内心期待している！（2013/11/09、Hunter）
- ギャルハイレグ食い込みキャットファイト選手権！！（2013/11/09、GARCON）
- 満員電車で奇跡の巨乳サンドイッチ！！通勤ラッシュ時の激混み車両で偶然にも2人の巨乳娘のデカ乳に顔面を挟まれ窒息寸前だけど超ラッキー！そのあまりにも柔らかいオッパイの感触に我慢出来ず勃起してしまい、それに気付いた2人の巨乳娘が…（2013/11/21、Hunter）
- 蜘蛛緊縛 2 六本木で働く美人受付嬢を付け狙い車中連れ去り野外露出中出し凌辱レイプ 芹野莉奈（2013/11/22、メーテルホルモン）
- 青空ツインテールハンドルフェラ（2013/11/25、アロマ企画）
- 素人お母さんラップ1枚隔てて息子さんと素股体験してみませんか？ 2（2013/12/05、アイエナジー）
- 全裸角オナニー 2（2013/12/13、アロマ企画）
- 催眠面接 ～ある女優と美人マネージャーの1日～（2013/12/20、トラウマアート）
- 超濃厚主観フェラ 2 見つめられて口内射精（2013/12/20、SEX Agent）
- 私のオナニー見てください ～自撮りセルフエクスタシー～（2013/12/20、SEX Agent）

2014年
- 媚薬バトル ～感度倍増リクルートマッチ～（2014/01/09、トラウマアート）
- 修学旅行で田舎（北海道・山形・秋田）からヤッテきた都会を夢見る純朴乙女に芸能関係者と偽ってスカウトしたら意外に簡単について来た！！グラビア撮影と騙して言葉巧みに恥ずかしいコトをさせたら気持ち良過ぎて白目剥くほど感じちゃう少女の姿がたっぷり撮れました！！！（2014/01/24、S級素人）
- パラリシスウーマン　薬物悪用全身麻痺陵辱（2014/01/29、トラウマアート）
- 空港の出国審査ゲートでドッキリ羞恥身体検査（2014/02/06、ROCKET）
- 素人男女即席カップルを作って2人っきりでAV鑑賞（2014/02/06、アイエナジー）
- いやらしい女子15人のザーメンごっくんフェラチオ（2014/02/15、プリモ）
- LET’S突撃土下座ナンパR（リターンズ）（2014/03/06、MISTER）
- 素人お嬢さん ラップ1枚隔ててお父さんと素股体験してみませんか？ 6（2014/03/06、アイエナジー）
- みごとな巨乳が僕の顔面すれすれ！！小さい頃、一緒に寝たりお風呂に入ったりするくらいスゴく仲の良かった親戚のお姉ちゃんが突然、我が家に遊びに来て僕の部屋でお泊まりする事に！！（2014/04/24、アパッチ）
- お嬢様クロニクル 17 芹野莉奈（2014/04/25、ONE DA FULL）
- 最強ギャルレズファイトガチイカせバトル！！（2014/06/05、GARCON）
- グローリーホール 壁穴チ○ポ（2014/06/05、ROCKET）
- 地方に住む妹が遊びにきた。数か月見ないうちに大人っぽくなっていた妹が、ジュースと間違えて絶倫になるクスリを飲んでしまったら驚くほどド変態に成り下がって兄である俺のチ●ポを弄び始めた事は親には言えない件…。（2014/06/06、NON）
- マスターベーションインストラクション 2-Jerk Off Instruction-（2014/06/19、ROCKET）
- 塾帰りのJKナンパ（2014/06/20、STAR PARADISE）
- 新卒社会人と2人っきりで密着AV鑑賞会（2014/06/20、STAR PARADISE）
- 風俗激戦区の客取り合戦 VIP客の無理なお願いも渋々聞いてくれるセクキャバ嬢たち（2014/06/20、STAR PARADISE）
- 素人共同制作。 ゆとり世代のグループが無知な少女をゲーム感覚で輪姦する動画 2（2014/06/20、ブレスト）
- 僕の恥ずかしいオナニーをガン見してもらえませんか？（2014/07/05、NON）
- ナマ姦不倫07（2014/08/08、光夜蝶）共演：北川エリカ
- あなたと逢う日はスカートで… 芹野莉奈（2014/08/08、光夜蝶）
- 妊娠OKって聞いて、汗だくになってカラダをガクガクさせるほどナマで若妻とハメまくっちゃいました。 芹野莉奈（2014/08/08、NON）
- 【淫語】私のオマンコ使ってぇ〜チンポしごきたい？金玉に溜まってるザーメン全部出して！（2014/08/09、FC2動画）
- 淫語とパンモロ女子校生 もし、りなながあなたのことを大好きな○○だったらスペシャル（2014/08/11、映天）
- 僕に厳しい姉の大胆オナニーを見てしまったら『お願い…、内緒にして…』と懇願してきたので勃起したチ●ポをそっと前に突きつけたら夢中でシャブリつかれてしまった。（2014/09/05、NON）
- 背の高い痴女より、小さい素人娘の方が、変態の僕は絶対に興奮する！ 芹野莉奈（2014/09/13、M男パラダイス）
- 女子校生パンチラヨガ（2014/09/15、メディア総販ソレイル）
- 淫語とお尻と女子校生（2014/09/19、映天）
- 男が女を脅迫して無理強いする男女逆転SEX！ 芹野莉奈（2014/10/07、MEGAMI）
- 「ちょっとそこまでだから」と油断した部屋着美人妻のノーブラ巨乳チラ見え（2014/10/09、アイエナジー）
- 若ママ紙パンツ一枚乳首マッサージ（2014/10/10、DIY）
- 両想い～美人レズ教師に狙われた巨乳性奴～ 芹野莉奈 大澤愛美（2014/10/13、U&K）
- 淫語と黒タイツ女子校生（2014/10/17、映天）
- 私立極門女子校バレーボール部シゴキ選抜合宿（2014/10/23、ROCKET）
- 電マ女子校生 ねぇ…電マの使い方…教えてくれますか？（2014/10/30、映天）
- 非日常悶絶顔面騎乗（2014/10/30、虎丸フェッチ）
- 放送作家が発掘！！「給●明細」ベビーシッター 高額報酬のお仕事 芹野莉奈（2014/11/07、ゴールデンタイム）
- GARCONギャル軍団がTENGAモニターに集まった草食系男子・オジサンをモニタリング！！ 集まった男性の中には童貞まで… 男たちのナヨナヨオナニーにギャル達の怒りが爆発！！ギャルブチギレ強襲発射（2014/11/08、GARCON）
- 個人撮影。素人レイヤー催眠 りな20歳（2014/11/20、STAR PARADISE）
- しゃがんだ女子校生と可愛い淫語（2014/11/21、映天）
- PANDORA パンツドラマ【パンドラ】（2014/11/24、映天）
- カツアゲベロキスヤンキーギャル（2014/12/06、GARCON）

2015年
- パンストレズエステ（2015/01/13、U&K）
- 女子校生パンチラパンモロ物語 可愛い淫語とパンツドラマ「大好き！愛してる！」って告白されてみよう編（2015/01/21、映天）
- 旅先の温泉旅館で旦那が妻に仕掛けた罠「俺の嫁を夜這いしてくれ…」（2015/01/23、GIGOLO）
- 私で試乗しませんか？巨乳カーディーラーの淫らな営業 2 （2015/04/10、ケイ・エム・プロデュース）
- ゆとり世代 断ったら無視されると思って…流れで乱交しちゃいました（2015/05/20、STAR PARADISE）
- 不況に喘ぐセクキャバ嬢！常連客が病みつきになるVIPサービスの全貌（2015/06/20、STAR PARADISE）
- 巨乳の姉との15年ぶりの混浴で弟ち○ぽはフル勃起！！ 家族旅行中の素人姉弟がエッチなミッションにチャレンジ！ 両親には内緒で混浴温泉で二人っきり◆温泉でおっぱいとおち○ちんの洗いっこをしたら姉と弟は近親相姦に手を出してしまうのか？4 in箱根温泉（2015/07/23、ディープス）
- 何も言わずに突然発射！！素人びっくり暴発手コキ 3（2015/10/02、OFFICE K'S）
- ふたりで一緒にオチ○チン舐めしゃぶり！友達と一緒にWフェラ！ VOL.3（2015/10/02、OFFICE K'S）
- AV女優ヘアヌードコレクション（2015/10/16、OFFICE K'S）
- 素人娘にチ●ポの熱まで伝わる至近距離でセンズリ鑑賞 2（2015/10/16、OFFICE K'S）
- スケベ椅子W痴女（2015/10/23、ケイ・エム・プロデュース）
- 露出放尿 素人娘をナンパして「オシッコ飲ませてくれませんか？」とお願いしちゃいました！（2015/11/06、OFFICE K'S）
- 素人娘ずっぽりディルドオナニー体験！3 完全撮りおろし5時間15名（2015/11/27、S級素人）

### アダルトサイト
- MGS動画 シロウトTV　素人個人撮影、投稿。347　里菜 20歳 メイド喫茶店員
- ともみ（kawaii*ぱんぴぃ）
- S-Cute #319 Rina
- すっごくカラダのE子ちゃん MIINA(20) T147 B88 W58 H86
- すっごくカラダのE子ちゃん MIINA(20) T147 B88(F-70) W58 H86
- 応募即撮りH系 もえ(20) T147 B88(F-70) W58 H86
- もえ T147 B88(F-70) W58 H86（Dutch Wife～清楚系妻との肉欲性交録～）

### テレビ
- 給与明細2「AV女優(前編)(後編)」（2014年8月2日･9日、テレビ東京）
- 24時間テレビ エロは地球を救う２０１４（2014年8月30日〜31日、BSスカパー）
- 第1回セクシー女優ダラケ!のスカパー!水泳大会（2015年8月22日、BSスカパー）
- スッキリ-（ 2018年4月19日、日本テレビ系列）
- 青春アオハルTV
- じっくり聞いタロウ（2019年2月8日、テレビ東京）[2]
- 美女たちの密談 モテるの法則X season4（2023年、エンタメ～テレ）[3]

### ラジオ
- キキミミ（2023年12月4日、KBS京都）

### 雑誌
- 週刊実話「私がAV女優になるまで」
- アサヒ芸能「Love dancer」
- 実話ナックルズ「職業、セックス。わたしがハダカを売る理由」
- MEN'S KNUCKLE
- コアマガジン社「悪の実話ドキュメント」表紙

### 音楽PV
- SLOTH / 「これがりある Feat. 8utterfly」（2016/09/16発売）
- レペゼン地球 / 「okawari」（2017/01/24発売）

### 音楽作品
- スケベな豚野郎　2017/05/21配信
- ふざけんな　2017/07/05配信
- キレイゴト　2017/09/04配信
- マジ卍　2017/11/03 配信
- メリークリxxス　2017/12/16 配信
- イイ波のってん☆Night　2018/01/18配信
- 億りビットボーイ 2018/5/7配信